# Hrvatska čista stranka prava
Hrvatska čista stranka prava (skr. HČSP) je hrvatska politička stranka pravaškog usmjerenja, utemeljena 12. prosinca 1992. godine.

## Povijest stranke
Stranka se poziva na učenje Stranke prava koju su u lipnju 1861. godine utemeljili dr. Ante Starčević, dr. Eugen Kvaternik i Petar Vrdoljak, te kasnije Čiste stranke prava koju su 1895. utemeljili dr Ante Starčević, dr. Josip Frank, Eugen Kumičić i dr. Mile Starčević.
U veljači 1990. obnovljena je Hrvatska stranka prava, kao nasljednica Stranke prava koju je utemeljio Ante Starčević. No zbog unutarnjih sukoba u stranci, nisu svi pravaški orijentirani Hrvati pristupali njoj.
Zato je 12. prosinca 1992. godine obnovljena i utemeljena Hrvatska čista stranka prava s obvezom borbe za ujedinjenje svih pravaša u jednu pravašku političku stranku. Na Osnivačkom saboru Hrvatske čiste stranke prava donesena je Deklaracija o hrvatskoj pravaškoj slozi i savezu, u kojoj su ti ciljevi sadržani. Hrvatska čista stranka prava se od svog osnutka zalagala za ujedinjenje pravaša. U veljači 1994. godine postignut je sporazum s Hrvatskom strankom prava o ujedinjenju. Ali taj je sporazum u veljači 1996. godine razvrgnut pa je Hrvatska čista stranka prava na Općem saboru održanom 26. listopada 1996. godine obnovila svoj rad, zalažući se i dalje za ujedinjenje svih pravaša u jednu političku stranku. Osnivač i prvi predsjednik Hrvatske čiste stranke prava bio je zagrebački odvjetnik i dugogodišnji borac za hrvatsku slobodu i neovisnost Ivan Gabelica.
Ivan Gabelica je bio zastupnik u Hrvatskom saboru od 1995. godine do 1999. godine. Druga pravaška stranka HSP je na izborima 2003. godine dobila 5 zastupnika, ali do sljedećih izbora 2007. godine ta stranka slabi, djelomično zbog razilaženja s tradicionalnom pravaškom ideologijom. Na lokalnim izborima 2009. godine stranka je, u koaliciji HČSP-HSP-HSS osvojila većinu u općinama Ružiću, Promini i Unešiću,[nedostaje izvor] a značajan uspjeh postigla je i u Makarskoj (30% osvojenih glasova za Gradsko Vijeće).[nedostaje izvor]
U glavnom gradu Zagrebu stranka nije prešla osvojeni prag. Dobila je 6427 glasova ili 0.8 % od ukupnog biračkog tijela (koje se nije u potpunosti odazvalo).
Na izborima u Hrvatskoj 2011. godine, koalicija HČSP-a i HSP-a dr. Ante Starčević osvojila je jedno mjesto u Hrvatskom saboru. Zastupničko mjesto je dobila kandidatkinja iz redova HSP dr Ante Starčević, Ruža Tomašić u 10. izbornoj jedinici. Na drugom mjestu na zajedničkoj listi je bio kandidat iz HČSP-a Ivan Gabelica.
HČSP ima i svoju sestrinsku stranku u Bosni i Hercegovini, Hrvatsku čistu stranku prava Bosne i Hercegovine.

## Predsjednici
- Ivan Gabelica
- Luka Podrug
- Tadija Barun
- Josip Miljak
- Davor Trbuha
- Damir Kraljević

## Podmladak
Hrvatska starčevićanska mladež je stranački podmladak HČSP-a.
Mladež HČSP-a započela je s djelovanjem 1992. godine pod imenom Hrvatska starčevićanska pravaška mladež, a na II. Općem saboru Hrvatske čiste stranke prava, 26. listopada 1996. godine mijenja ime u Hrvatska starčevićanska mladež. Značajan broj članova Hrvatske starčevićanske pravaške mladeži je sudjelovao u obrani Hrvatske kroz razne postrojbe HOS-a, HV-a i HVO-a.

### Pravaška akademija „Milan pl. Šufflay“
HČSP pod svojim okriljem vodi Pravašku akademiju „Milan pl. Šufflay“, obrazovno tijelo HČSP-a nazvano po hrvatskom povjesničaru, intelektualcu i pravaškom ideologu Milanu pl. Šufflayu koji je zbog svog djelovanja ubijen 1931. godine. Prema HČSP-u: „Smisao Akademije je političko obrazovanje mladih pravaša po čvrstim pravaškim načelima, a u svrhu što boljeg osposobljavanja polaznika Akademije za daljnje bavljenje politikom te stjecanja znanja općenito. Glavni cilj Akademije je stvaranje nove mlade pravaške generacije koja će, stjecanjem znanja u svim granama pravaštva, biti spremna, sposobna i organizirana za preuzimanje kormila hrvatskog nacionalnog korpusa.“ 

### Klub sveučilištaraca „Kvaternik“
Dne 21. prosinca 2013. godine, mladi HČSP-a osnovali su i Klub sveučilištaraca (studenata) „Kvaternik“, čime su nastavili tradiciju okupljanja hrvatskih državotvornih studenata nacionalista, domoljuba i rodoljuba. Klub je nazvan po Eugenu Kvaterniku iz povijesnih razloga. Naime, po Kvaterniku su pravaški sveučilištarci nazivali svoje klubove u više razdoblja: od vremena Austro-Ugarske do prve Jugoslavije. Pozivati se na pravaškog revolucionara dr. Eugena Kvaternika, koji je junačkom smrću okončao svoju političku borbu za nezavisnu Hrvatsku, nekad je među hrvatskim sveučilištarcima simboliziralo beskompromisnu borbu za hrvatsku državnost, pa čak i pozivanje na revoluciju. Danas Kvaternik simbolizira beskompromisnu borbu za ideju državotvornosti, suverenosti, ideju očuvanja tradicionalnih i moralnih vrijednosti, te ideju zdravog političkog slobodoumlja. Za prvu predsjednicu Kluba izabrana je Zrinka Pezer, 19-godišnja studentica povijesti s Hrvatskog katoličkog sveučilišta.
Glavni ciljevi Kluba su:
- promicanje hrvatske kulturne svijesti među sveučilištarcima
- poticanje obrazovanja mladih o hrvatskoj kulturi, povijesti i politici
- zalaganje za prava hrvatskih sveučilištaraca
- promicanje uzornog načina života među mladima dostojnog hrvatskog sveučilištarca

Iako Klub sveučilištaraca „Kvaternik“ osnivaju pripadnici Mladeži HČSP-a, u radu Kluba moći će sudjelovati svi hrvatski sveučilištarci, bez obzira na stranačku pripadnost.
Osnovna djelatnost Kluba je organiziranje kvalitetnih kulturno-obrazovnih događanja na temu hrvatske kulturne baštine, književnosti, povijesti te dnevne politike. Klub ima svoje povjerenike na svim fakultetima i sveučilištima, a koji rade na širenju organizacije i članstva, te na organiziranju klupskih događanja na samim fakultetima

## Vanjske poveznice
- Arhivirana inačica izvorne stranice od 14. veljače 2012. (Wayback Machine)